# Catharsius brittoni
Catharsius brittoni là một loài bọ cánh cứng trong họ Bọ hung (Scarabaeidae).